# Anodonthyla rouxae
Anodonthyla rouxae là một loài ếch trong họ Nhái bầu. Nó là loài đặc hữu của Madagascar. Môi trường sống tự nhiên của chúng là các khu rừng vùng núi ẩm nhiệt đới hoặc cận nhiệt đới. Loài này đang bị đe dọa do mất môi trường sống.

## Hình ảnh

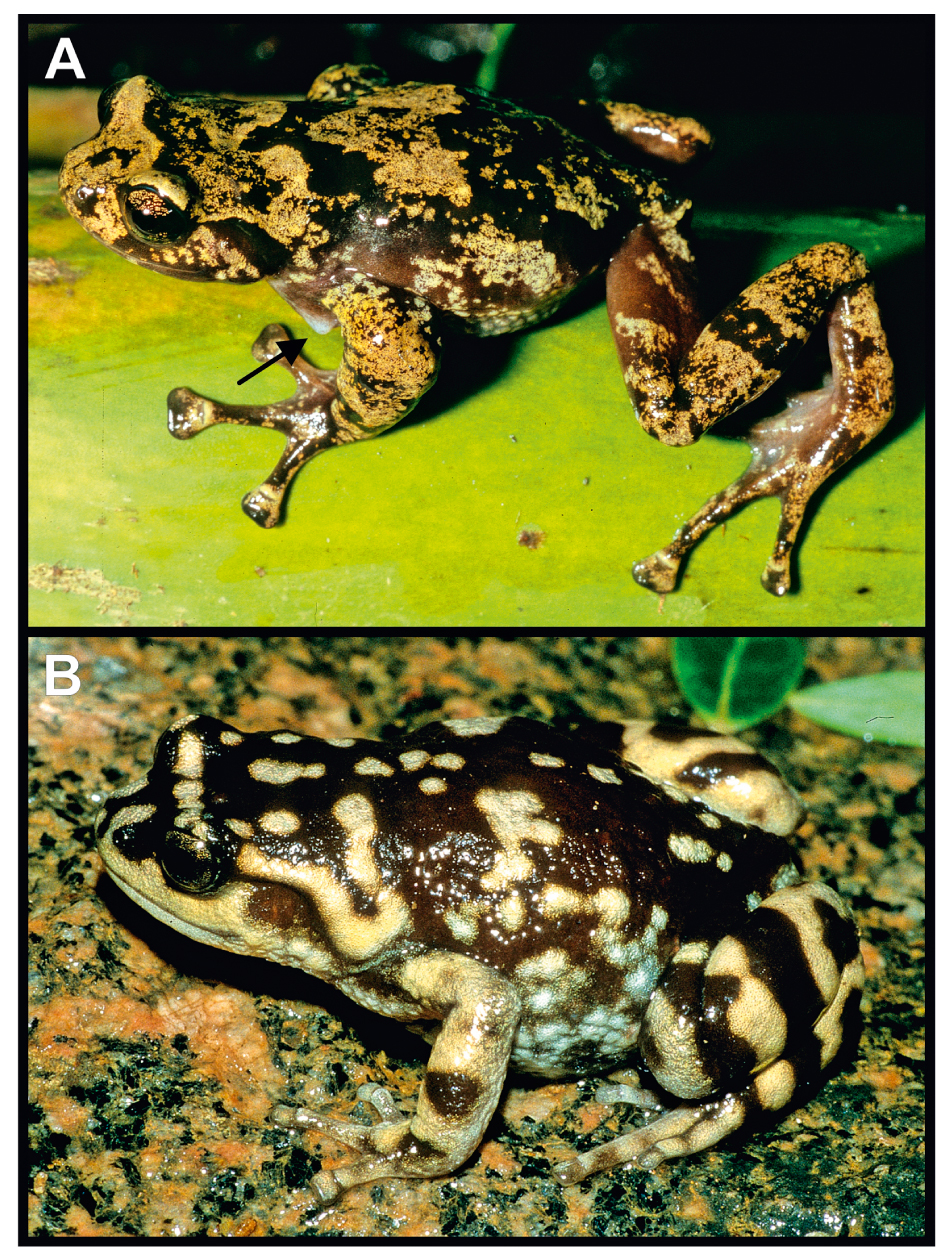